# Феррівілл (Вісконсин)
Феррівілл (англ. Ferryville) — селище (англ. village) в США, в окрузі Кроуфорд штату Вісконсин. Населення — 191 особа (2020).

## Географія
Феррівілл розташований за координатами 43°21′12″ пн. ш. 91°5′44″ зх. д. / 43.35333° пн. ш. 91.09556° зх. д. (43.353284, -91.095603).  За даними Бюро перепису населення США в 2010 році селище мало площу 5,15 км², з яких 5,10 км² — суходіл та 0,05 км² — водойми.

## Демографія
Згідно з переписом 2010 року, у селищі мешкало 176 осіб у 94 домогосподарствах у складі 59 родин. Густота населення становила 34 особи/км².  Було 165 помешкань (32/км²).
Расовий склад населення:
| - 98,3 % — білих |

До двох чи більше рас належало 1,1 %. Частка іспаномовних становила 2,3 % від усіх жителів.
За віковим діапазоном населення розподілялося таким чином: 13,6 % — особи молодші 18 років, 49,5 % — особи у віці 18—64 років, 36,9 % — особи у віці 65 років та старші. Медіана віку мешканця становила 60,5 року. На 100 осіб жіночої статі у селищі припадало 89,2 чоловіків;  на 100 жінок у віці від 18 років та старших — 90,0 чоловіків також старших 18 років.
Середній дохід на одне домашнє господарство  становив 50 045 доларів США (медіана — 36 250), а середній дохід на одну сім'ю — 59 507 доларів (медіана — 45 000). За межею бідності перебувало 20,3 % осіб, у тому числі 64,7 % дітей у віці до 18 років та 15,9 % осіб у віці 65 років та старших.
Цивільне працевлаштоване населення становило 52 особи. Основні галузі зайнятості: виробництво — 25,0 %, мистецтво, розваги та відпочинок — 25,0 %, роздрібна торгівля — 23,1 %.